# 繁田信一
繁田 信一（しげた しんいち、1968年 - 2025年）は、日本の歴史学者。神奈川大学日本常民文化研究所特別研究員。

## 来歴
東京都生まれ。1991年東北大学文学部卒業。1993年東北大学大学院文学研究科博士前期課程修了。1997年東北大学大学院文学研究科博士後期課程単位取得退学。神奈川大学日本常民文化研究所特別研究員。2003年神奈川大学大学院歴史民俗資料学研究科博士後期課程修了、博士（歴史民俗資料学）の学位を取得、学位論文の題は「平安貴族時代の陰陽師」。 

## 著書

### 単著
- 『陰陽師と貴族社会』吉川弘文館、2004　ISBN　9784642023986
- 『殴り合う貴族たち 平安朝裏源氏物語』柏書房、2005／角川ソフィア文庫、2008／文春学藝ライブラリー、2018
- 『平安貴族と陰陽師 安倍晴明の歴史民俗学』吉川弘文館、2005　ISBN　9784642079426
- 『安倍晴明 陰陽師たちの平安時代』吉川弘文館・歴史文化ライブラリー、2006、ISBN　9784642056151、オンデマンド版　2022　ISBN　9784642756150
- 『陰陽師 安倍晴明と蘆屋道満』中公新書、2006
- 『天皇たちの孤独 玉座から見た王朝時代』角川選書、2006
- 『呪いの都平安京 呪詛・呪術・陰陽師』吉川弘文館、2006 ISBN　9784642079624／同・読みなおす日本史、2022　ISBN　9784642071703
- 『王朝貴族の悪だくみ 清少納言、危機一髪』柏書房、2007　ISBN　9784760130368
  - 改題加筆『わるい平安貴族 殺人、横領、恫喝…雅じゃない彼らの裏の顔』PHP文庫、2023
- 『王朝貴族のおまじない』ビイング・ネット・プレス、2008
- 『かぐや姫の結婚 日記が語る平安姫君の縁談事情』PHP研究所、2008
- 『庶民たちの平安京』角川選書、2008
- 『御曹司たちの王朝時代』角川選書、2009
- 『紫式部の父親たち 中級貴族たちの王朝時代へ』笠間書院、2010
- 『下級貴族たちの王朝時代　『新猿楽記』に見るさまざまな生き方』新典社選書、2018
- 『平安朝の事件簿　王朝びとの殺人・強盗・汚職』文春新書、2020
- 『小野篁 その生涯と伝説』教育評論社、2020
- 『日本の呪術』MdN新書、2021
- 『知るほど不思議な平安時代』上・下 教育評論社、2022
- 『孫の孫が語る藤原道長　百年後から見た王朝時代』吉川弘文館、2023　ISBN　9784642084246
- 『源氏物語を楽しむための王朝貴族入門』吉川弘文館・歴史文化ライブラリー、2023　ISBN　9784642059787
- 『『源氏物語』のリアル 紫式部を取り巻く貴族たちの実像』PHP新書、2023
- 『懲りない光源氏 セリフで読み直す『源氏物語』若紫巻・葵巻』教育評論社、2023

### 編著
- 『御堂関白記 藤原道長の日記 ビギナーズ・クラシックス日本の古典』角川ソフィア文庫、2009　解説あり

### 監修
- 『平安貴族嫉妬と寵愛の作法』G.B.、2020
- 『地図でスッと頭に入る平安時代』昭文社、2021

## 参考
- PHP